# Acanthormius brevidentatus
Acanthormius brevidentatus är en stekelart som beskrevs av Van Achterberg 1995. Acanthormius brevidentatus ingår i släktet Acanthormius och familjen bracksteklar. Inga underarter finns listade i Catalogue of Life.